# Сборная Сент-Китса и Невиса по футболу
Сборная Сент-Китса и Невиса по футболу (англ. Saint Kitts and Nevis national football team) — представляет Сент-Китс и Невис на международных футбольных турнирах и в товарищеских матчах. Контролируется Футбольной ассоциацией Сент-Китса и Невиса. Является членом ФИФА (с 1992 года) и КОНКАКАФ (с 1990 года).

## Чемпионат мира
- С 1930 по 1994 годы страна не являлась членом ФИФА
- С 1998 по 2026 — не прошла квалификацию

## Золотой кубок КОНКАКАФ
- С 1991 по 2009 — не прошла квалификационный раунд

## Кубок Карибских островов
- 1993 — четвёртое место
- 1997 — второе место